# Austin 20
Der Austin 20 war ein Pkw der Oberklasse, den die Austin Motor Company von 1915 bis 1938 fertigte.

## Von Jahr zu Jahr

### Austin Sports 20 hp und 20 hp (1915–1931)
Der Austin 20 hp hatte einen seitengesteuerten Vierzylinder-Reihenmotor mit 3.601 cm³ Hubraum und 55 bhp (40 kW). Der nur 1915 hergestellte Austin Sports 20 hp war ein 2-sitziger Roadster. 1916 erschien der Austin 20 hp als viersitziger Torpedo, der eine Höchstgeschwindigkeit von 93 km/h erreichte.
Der Austin 20 hp Raleigh Limousine, eine viersitzige Pullman-Limousine, wurde ab 1929 hergestellt. Er entwickelte 45 bhp (33 kW) und lief 101 km/h schnell.

### Austin 20 (1932–1938)
Ab 1932 wurde der Pullman mit Sechszylinder-Reihenmotor angeboten. 3.377 cm³ Hubraum verhalfen ihm zu einer Endgeschwindigkeit von 112 km/h.
1938 wurde die Produktion des Austin 20 eingestellt. Als Nachfolger kann der Austin 28 betrachtet werden.